# Desmarestia ligulata
Espèce
Desmarestia ligulata est une espèce d'algues brunes de la famille des Desmarestiaceae.

## Liste des variétés
Selon Catalogue of Life (7 juin 2012) et World Register of Marine Species (7 juin 2012) :
- variété Desmarestia ligulata var. firma (C.Agardh) J.Agardh, 1848